# 無盡的旅程
《無盡的旅程》，是日本樂團Mr.Children的第15張單曲。1998年10月21日發行。

## 簡介
《無盡的旅程》是Mr.Children正式復出後的首張單曲。此前主唱櫻井和壽因為不倫之戀而使樂團要突然停止活動，形象受損；雖然A面曲《無盡的旅程》成為和久井映見、吹越滿等當紅明星主演的電視劇《大女生日記》的主題曲，但復出後的作品成績並不被看好。
不過歌曲公開後，卻被認為是品質極高的傑作。歌曲演奏時間7分8秒，是當時Mr.Children最長的單曲主歌（到2006年才被《印記》打破）。全曲共有9次轉調（F♯→E→C→E→C→c→F→E→D→E），也是Mr.Children歌曲中轉調次數最多的。
儘管銷量不及前幾年的幾首金曲，但這首歌一直是最受Mr.Children歌迷歡迎的歌曲之一。除了作曲優秀之外，還有一個重要原因就是歌詞對人生如「無盡的旅程」的描寫能引起共鳴，在一次Oricon的調查中，《無盡的旅程》被最多人選為「座右銘之歌」，作為人生的加油歌。
單曲總銷量107萬張，是1998年度日本單曲銷量第19位。至此Mr.Children已有10首百萬銷量單曲，但這也是迄今為止最後一張百萬單曲。

## 收錄曲目
1. 無盡的旅程（終わりなき旅）
作詞、作曲：櫻井和壽；編曲：小林武史 & Mr.Children
富士系電視劇《大女生日記》主題曲
2. Prism
作詞、作曲：櫻井和壽；編曲：小林武史 & Mr.Children

## 外部連結
- 唱片介紹 （页面存档备份，存于） Mr.Children官方網站